# 라울 발렌베리
라울 구스타프 발렌베리(스웨덴어: Raoul Gustaf Wallenberg 듣기 (도움말·정보), 1912년 8월 4일~1945년 1월 17일 실종, 1947년 7월 17일에 사망한 것으로 추정)는 스웨덴의 외교관이다. 제2차 세계 대전 말기 헝가리 부다페스트 주재 스웨덴 대사관에서 참사관으로 근무하면서 외교관의 지위를 이용하여 다수의 유대인들의 생명을 구했다.

## 생애

### 어린 시절
노블레스 오블리주를 실천해 온 스웨덴의 명문 집안인 발렌베리 가문 출신이다. 진보주의 성향을 가진 대한민국의 법학자인 조국 교수에 의하면 발렌베리 가문의 금융 회사는 스웨덴의 전통적인 대기업으로 노동조합의 경영 참여 권리를 존중하는 등 노동자의 권리를 존중하는 경영으로 장수하는 기업이라고 한다.
스톡홀름 출신인 그는 고등학교를 졸업한 뒤에 약 8개월 동안 스웨덴군에서 복무했다. 1931년에는 미국 미시간 대학교 건축학과에 입학했고 1935년에 대학교를 졸업했다. 1936년 스웨덴으로 귀국한 이후에는 무역상, 은행원으로 근무했다.

### 유대인을 도움
1938년 헝가리의 섭정인 호르티 미클로시가 1935년에 제정된 나치 독일의 뉘른베르크법을 모델로 한 유대인 박해 정책을 시행했다. 이 소식을 접한 라울 발렌베리는 박해받는 유대인들을 구하기 위해 외교관이 되기로 결심한다.
그가 스웨덴 정부 명의로 매입한 건축물은 23개 동, 라울 발렌베리가 여권 발행 등을 통해 직접 구출한 유대인은 33,000여 명에 달한다. 또한 독일군 사령관에게 ‘전범으로 고발하겠다’는 으름장을 놓으면서 가스실에서 학살당할 위기에 처했던 70,000여 명의 유대인들을 구출했다. 나치 독일에선 그를 미워했지만, 외교관이라 그가 하는 일을 막지 못했다.
유대인들을 위해 임시 '보호 여권'을 발급하여 주면서, 보호 여권 소지자는 귀국을 기다리고 있는 스웨덴 국민이라고 주장하였다. 아돌프 아이히만과 같은 국가사회주의 독일 노동자당(나치당) 당원들과 지혜롭게 협상하여 이들이 전쟁 범죄에 따른 대가를 치르는 데에 대한 공포심을 자극하여, 많은 유대인들을 강제 수용소로 추방하는 것을 철회하게 하였다. 발렌베리는 이렇게 하여 20,000여 명에서 100,000여 명 사이의 유대인들을 구한 것으로 추정된다. 유대인 대학살과 직접 맞싸운 사람 중에서 가장 좋은 성과를 거둔 사람 중 한 명으로 평가된다.

### 제2차 세계 대전 이후의 행적
1945년 1월 17일 소련 군대에 체포되었는데 미국의 스파이라는 혐의를 받았을 개연성이 높다. 소련 내무 인민 위원부 NKVD가 그를 납치해 갔다는 소식도 있었다. 그 후 그의 행방은 알려지지 않았다.
러시아의 공식 입장은 그가 1947년 7월 17일 수감 중 사망했다는 것과 1947년 8월 18일 러시아의 외무부 수석차관 직과 인민 의원인 안드레이 비신스키가 스웨덴 정부에게 발렌베리가 소련에 없고, 그의 행방을 모른다고 통보를 했다고도 전해진다. 늦게는 1960년대까지도 그를 소련이나 시베리아의 형무소에서 보았다는 증언이 있다. 1961년 소련과 미국의 한 박사 간의 통화 기록에서 소련의 한 박사가 발렌베리가 정신병원에 있다고 했다는 기록, 1983년 소련 감옥에 있는 발렌베리의 모습을 목격했다는 기록이 마지막으로 있었지만 그 이후의 기록은 거의 남아있지 않다.
1981년에는 미국의 명예 시민, 1985년과 1986년에는 각각 캐나다와 이스라엘의 명예 시민이 되었다. 2016년 10월 31일 스웨덴 정부는 라울 발렌베리의 사망을 공식적으로 인정했으며 라울 발렌베리의 공식적인 사망일을 1952년 7월 31일로 결정했다.

## 수훈
- 열방의 의인(1963년)
- 의회 명예 황금 훈장(2012년)

## 같이 보기
- 폴케 베르나도테
- 스기하라 지우네